# François Budet
Pour les articles homonymes, voir Budet.
François Budet, né le 3 octobre 1940 à Plaine-Haute (Côtes-du-Nord) et mort le 5 juillet 2018 à Saint-Brieuc, est un auteur-compositeur-interprète, écrivain et poète breton de langue française.
Un de ses plus grands succès est la chanson Loguivy-de-la-Mer, désormais un classique de la chanson bretonne.

## Biographie
François Budet est originaire de Plaine-Haute près de Saint-Brieuc. Enfant, il fait partie des gauchers contrariés, ce qui lui cause une dyslexie de la parole. Sa vocation de chanteur naît dans la chorale de son collège à Quintin. Étudiant à Rennes 1, il devient membre d'un groupe de musiciens, du genre Les Frères Jacques, forme un quatuor vocal, puis commence à jouer de la guitare. Puis il part travailler à Vincennes en tant qu'ouvrier spécialisé dans les pellicules photo chez Kodak.
À l'automne 1965, il écrit et compose la chanson Loguivy-de-la-Mer, après avoir découvert l'été la vie du petit port de Ploubazlanec près de chez lui. Cette œuvre rencontre le succès, tout d'abord auprès des habitants du port, où circule une cassette enregistrée au magnéto, puis auprès du public breton. Il entame une carrière de chanteur en Bretagne, en parallèle de son métier d'animateur culturel dans tout le département qui lui permit de rencontrer Glenmor, Henri Dès ou Yves Simon et de confirmer sa vocation artistique.
En 1968, il enregistre son premier 45 tours, dans lequel le titre Ce jour-là prédit la chute du mur de Berlin et un président à la peau noire à la Maison-Blanche. Participant en 1970 à l'enregistrement de Doux chagrin de Gilles Vigneault au Québec, il rencontre le chanteur québécois Georges Dor à qui il emprunte La Manic, enregistrée sur son quatrième album. Après avoir signé chez Velia, il sort son premier album en 1973, Loguivy-de-la-mer. La chanson éponyme devient un classique incontournable en Bretagne.
En 1976, il devient auteur-compositeur-interprète à part entière. Son parcours musical est jalonné de onze albums et de nombreux récitals sur les routes de France, mais également à l'étranger (Europe, États-Unis, Canada...).
En 1981, il retourne vivre à Plaine-Haute, sa ville natale. Il est élu local durant 30 ans, jusqu'en 2008. Avec des amis, il crée l'association les Coquins d'Accord pour rendre hommage à Georges Brassens tous les deux ans à Saint-Brieuc. François Budet, qui a pour langue maternelle le gallo, en est un ardent défenseur.
En 2016, treize ans après Les sillons du bonheur, il réalise un nouvel album aux côtés de ses enfants, Pierre et Julie Budet, cette dernière connue sous le pseudo Yelle, son gendre Jean-François Perrier et son guitariste Christian Biré.
Il décède dans la nuit du 4 au 5 juillet 2018 d’une hémorragie cérébrale à l'âge de 77 ans. À l'annonce de sa mort, ses amis chanteurs lui rendent hommage, tels Louis Capart, Yvon Étienne et Gilles Servat,, mais également des artistes bretons comme Dan Ar Braz, Gérard Jaffrès, le député Bruno Joncour...

### Famille
François Budet est le père de la chanteuse du groupe Yelle, Julie Budet de son vrai nom.

## Discographie
- 1973 : Loguivy-de-la-mer (Velia)
- 1976 : D'amour et de terre (Velia)
- 1979 : La Belle Province (Velia)
- 1982 : Au mitant de la vie  (Velia)
- 1987 : Ballades (Ardol)
- 1992 : L'île bleue (Ardol)
- 1996 : L'orpailleur (Ardol)
- 2002 : Les sillons du bonheur (Coop Breizh)
- 2016 : 7 Nouvelles chansons (Coop Breizh)

### Singles
- 1968 : Loguivy-de-la-mer (4 titres)
- 1971 : Chante : Loguivy de la mer (Dolmen)
- Calédonie (Velia)

### Compilations
- 1987 : Vingt ans de chanson
- 1990 : Resurgences (Ardol)
- 1995 : Millésimes (Ardol)
- 2020 : L'intégral 5 CD, 92 chansons (Coop Breizh)